# Diecezja Wielkiej Brytanii i Irlandii
Diecezja Wielkiej Brytanii i Irlandii – diecezja Apostolskiego Kościoła Ormiańskiego z siedzibą w Londynie. Obejmuje swoim zasięgiem Wielką Brytanię i Irlandię. Biskupem diecezji jest Howakim Manukian (2022).